# Heliococcus saxatilis
Heliococcus saxatilis är en insektsart som beskrevs av Borchsenius 1949. Heliococcus saxatilis ingår i släktet Heliococcus och familjen ullsköldlöss.
Artens utbredningsområde är Armenien. Inga underarter finns listade i Catalogue of Life.